# Submersos
Submersos es una serie de televisión de drama policial y aventuras brasileña-argentina que fue emitida por Paramount Channel en Brasil. La serie sigue la vida de dos amigos que tienen como gran pasión el surf, pero se terminan involucrando en el mundo del narcotráfico, poniendo en riesgo sus vidas y de quienes los rodean. Fue estrenada el lunes 2 de marzo del 2020. En Argentina, la serie tuvo su estreno el 14 de marzo de 2022 bajo el título de Sumergidos en la TV Pública.
La serie estuvo protagonizada por un grupo de actores argentinos y brasileños encabezados por Mariano Bertolini, Cássio Nascimento, Jorge Marrale, Zé Carlos Machado, Liz Solari, Ana Cecília Costa, Guilherme Weber, Pablo Tolosa, Celina Font, Lucas Heymanns, Clei Grött, Valentina Calvimonte, Renato Turnes, Guillermo Pfening y Juan Gil Navarro.

## Sinopsis
La trama sigue a Nando Oliveira (Cássio Nascimento), un destacado astro mundial del surf, hijo de un millonario y miembro de una familia tradicional de Santa Catarina. A pesar de esto, decide retirarse tempranamente de su carrera como surfista por verse involucrado en diferentes conflictos, por lo cual, anuncia el lanzamiento de su propia marca de ropa, sin embargo, la empresa sirve como una cortina para tapar su negocio en el mundo del tráfico internacional de drogas, donde está asociado con Mendes (Nazareno Pereira), el ex socio de su padre. 
Nando decide expandir el mercado en Argentina, donde recibirá la ayuda de su amigo de la infancia Gabriel Fontán (Mariano Bertolini), que ahora es promotor y reside en Córdoba con su padre con quién se fue a virir tras la misteriosa desaparición de su madre. Para lograr su objetivo, Nando decide exportar las drogas dentro de unas tabalas de surf, pero inesperadamente es secuestrado y sus productos desaparecen, lo cual da inicio a una investigación y persecución policial, como así también a levantar sospechas de que Gabriel posiblemente fue quien lo traicionó.

## Elenco

### Principal
- Mariano Bertolini como Gabriel Fontán.
- Cássio Nascimento como Nando Oliveira.
- Jorge Marrale como Darío Villar.
- Zé Carlos Machado como Luis Oliveira.
- Liz Solari como Laura Villar.
- Ana Cecília Costa como Flavia Lima.
- Guilherme Weber como João Branco.
- Pablo Tolosa como Iván Costa.
- Celina Font como Andrea Guerra.
- Lucas Heymanns como Gordo.
- Clei Grött como Leo.
- Valentina Calvimonte como Luz.
- Renato Turnes como Lobo.
- Guillermo Pfening como Moretti.
- Juan Gil Navarro como Abel Farra.

### Recurrente
- Nazareno Pereira como Mendes.
- Robson Bertolla como Piolho.
- Iris Gómez Levrino como Beli.
- Manuela Campagna como Débora.
- Florencia Castro como Karina.
- Gringo Starr como Carvalho.
- Lucia Custo Conci como Antonella.

### Invitados
- Édio Nunes como Federico.
- Martin Souza Baibich como Nando Oliveira (Adolescente).
- Chico Caprario como Gomes.
- Regius Brandão como Piatti.
- Evelyn Derkian como Mirella.
- Raquel Stüpp como Carla.
- Milena Moraes como Giselle.
- Juli Nesi como Isabel.
- Ashanti Beal como Teresa.
- Thuanny Paes como Pocahontas.

## Episodios
| N.º | Título                                                        | Dirigido por                               | Escrito por                                 | Fecha de emisión original |
| --- | ------------------------------------------------------------- | ------------------------------------------ | ------------------------------------------- | ------------------------- |
| 1   | «A Grande Onda» «La gran ola»                                 | Claudio Rosa, Marcia Paraíso y Pablo Brasa | Claudio Rosa, Pablo Brasa y Glauco Broering | 2 de marzo de 2020        |
| 2   | «Relações Duvidosas» «Relaciones dudosas»                     | Claudio Rosa, Marcia Paraíso y Pablo Brasa | Claudio Rosa, Pablo Brasa y Glauco Broering | 9 de marzo de 2020        |
| 3   | «Escondido na Frente de Todos» «Escondido en frente de todos» | Claudio Rosa, Marcia Paraíso y Pablo Brasa | Claudio Rosa, Pablo Brasa y Glauco Broering | 16 de marzo de 2020       |
| 4   | «Seguindo Rastros» «Siguiendo pistas»                         | Claudio Rosa, Marcia Paraíso y Pablo Brasa | Claudio Rosa, Pablo Brasa y Glauco Broering | 23 de marzo de 2020       |
| 5   | «Tudo Que Seduz» «Todo lo que seduce»                         | Claudio Rosa, Marcia Paraíso y Pablo Brasa | Claudio Rosa, Pablo Brasa y Glauco Broering | 30 de marzo de 2020       |
| 6   | «Pontos de Fuga» «Puntos de fuga»                             | Claudio Rosa, Marcia Paraíso y Pablo Brasa | Claudio Rosa, Pablo Brasa y Glauco Broering | 6 de abril de 2020        |
| 7   | «Sobre Ninhos» «Acerca de los nidos»                          | Claudio Rosa, Marcia Paraíso y Pablo Brasa | Claudio Rosa, Pablo Brasa y Glauco Broering | 13 de abril de 2020       |
| 8   | «Ligações e Relações» «Conexiones y relaciones»               | Claudio Rosa, Marcia Paraíso y Pablo Brasa | Claudio Rosa, Pablo Brasa y Glauco Broering | 20 de abril de 2020       |
| 9   | «De Tocaia» «Al acecho»                                       | Claudio Rosa, Marcia Paraíso y Pablo Brasa | Claudio Rosa, Pablo Brasa y Glauco Broering | 27 de abril de 2020       |
| 10  | «Traição não é Amor» «La traición no es amor»                 | Claudio Rosa, Marcia Paraíso y Pablo Brasa | Claudio Rosa, Pablo Brasa y Glauco Broering | 4 de mayo de 2020         |
| 11  | «No Jogo» «No juego»                                          | Claudio Rosa, Marcia Paraíso y Pablo Brasa | Claudio Rosa, Pablo Brasa y Glauco Broering | 11 de mayo de 2020        |
| 12  | «Ira» «Voluntad»                                              | Claudio Rosa, Marcia Paraíso y Pablo Brasa | Claudio Rosa, Pablo Brasa y Glauco Broering | 18 de mayo de 2020        |
| 13  | «Fica Tudo Bem» «Está todo bien»                              | Claudio Rosa, Marcia Paraíso y Pablo Brasa | Claudio Rosa, Pablo Brasa y Glauco Broering | 25 de mayo de 2020        |

## Desarrollo

### Producción
En octubre del 2014, en la MIPCOM se anunció que Brasil y Argentina habían firmado un acuerdo para coproducir la serie que originalmente iba a llevar por nombre Relaciones públicas o R.R.P.P.. Asimismo, se informó que el convenio fue llevado a cabo por la productora argentina Paola Suárez y el productor brasileño Ralf Tambke, donde confirmaron que el proyecto sería producido por las empresas Plural Filmes, Prisma Films y Bonaparte Cine. A su vez, se comentó que la serie sería de 13 episodios y que sería filmada tanto en español, como en portugués. A principios del 2018, se anunció que la empresa productora argentina Story Lab se había sumado al proyecto.

### Rodaje
En enero del 2018, se informó que las filmaciones habían comenzado en la Ciudad de Córdoba ubicada en Argentina. En abril del mismo año, el rodaje se trasladó a la ciudad de Florianópolis en Brasil.

### Casting
A comienzos del 2018, se confirmó que elenco principal estaba integrado por Jorge Marrale, Juan Gil Navarro, Liz Solari, Celina Font, Pablo Tolosa, Mariano Bertolini y el brasileño Cássio Nascimento. En marzo de ese año, antes de iniciar la segunda etapa de las grabaciones en Brasil, se informó que Ana Cecília Costa y Guilherme Weber fueron elegidos para conformar el elenco brasileño.